# Eupodoctis
Eupodoctis – rodzaj kosarzy z podrzędu Laniatores i rodziny Podoctidae. Gatunkiem typowym jest Eupodoctis indicus.

## Występowanie
Przedstawiciele rodzaju występują w Indiach oraz na Sri Lance.

## Systematyka
Opisano dotąd tylko 2 gatunki:
- Eupodoctis annulatipes (Roewer, 1912)
- Eupodoctis indicus (Hirst, 1911)